# 柯尼希斯奥
柯尼希斯奥是德国莱茵兰-普法尔茨州的一个市镇。总面积2.02平方公里，总人口72人，其中男性38人，女性34人（2011年12月31日），人口密度36人/平方公里。